# ありがとうサービス
株式会社ありがとうサービス（英: ARIGATOU SERVICES COMPANY, LIMITED）は、愛媛県今治市に本社を置く日本の小売業者。

## 概要
ブックオフやハードオフなどのリユース店と、ファミリーレストランやハンバーガーチェーン店などの飲食店の運営を主に行っている。
2005年にグループ内の外食業を統合して発足。モスバーガーは旧エムジーエス、それ以外の業態は旧エージーワイの運営だった。2006年に今治デパートよりリユース事業部を譲り受け、リユース店と飲食店を運営する企業となる。
旧社名であるMGSの由来は「明るく・元気に・素直な」の頭文字の音読みを取ったものである。また前身企業であるAGYの由来は「あかるく・げんきに・やりがいがある」から。
一般的な社内で交わされる労いの言葉「お疲れ様」には「疲れる」というネガティブな要素があるとの理由により、代替造語として「お元気様」が使用される。

## 沿革
- 1984年（昭和59年）4月 - 株式会社イハラ設立。
- 1985年（昭和60年）5月 - トマトアンドオニオン別宮店開店。
- 1997年（平成9年）
  - 9月 - 株式会社イハラより営業譲渡を受け、株式会社エージーワイを設立。
  - 10月 - 株式会社エージーワイがかつれつ亭三島店を開店。
- 2000年（平成12年）
  - 10月 - 株式会社エムジーエスを設立。
  - 11月 - エージーワイがとり壱紬今治店を開店。
  - 12月 - エージーワイがタンタン麺一番亭東予店を開店。
- 2001年（平成13年）
  - 3月 - エムジーエスが株式会社今治デパートから愛媛地区のモスバーガー6店舗の営業譲渡を受ける。
  - 5月 - エムジーエスが今治デパートから高知地区のモスバーガー7店舗の営業譲渡を受ける。
- 2003年（平成15年）
  - 1月 - エージーワイが湯けむり亭キスケBOX店を開店。
  - 9月 - エージーワイがティア家族のテーブル今治店を開店。
- 2005年（平成17年）9月 - エムジーエス及びエージーワイが合併し、株式会社ありがとうサービスに社名変更。
- 2006年（平成18年）
  - 1月 - 今治デパートからリユース事業の営業譲渡を受ける。
  - 7月 - 大戸屋とフランチャイズ契約を結び、1号店を高松ゆめタウンに出店。
- 2008年（平成20年）7月 - 株式会社メディアパラダイスから山口県内のBOOK OFF3店舗の営業譲渡を受け、山口県に進出。
- 2009年（平成21年）2月 - 株式会社キスケから営業受託を受け、かめやうどん5店舗の営業開始。
- 2011年（平成23年）2月 - 蔦屋小泉店の建物･土地、アイランド三島の投資不動産を新設会社であるシティマネジメント株式会社に分割移転し、同社の全株式を譲渡。
- 2012年（平成24年）11月12日 - 大阪証券取引所JASDAQ市場に株式を上場[1]。
- 2014年（平成26年）10月 - オリジナルブランドである「タンドール」1号店を愛媛県西予市に開店。
- 2016年（平成28年）1月 - カンボジア王国にMOTTAINAI WORLD CO., LTD.を設立。
- 2017年（平成29年）
  - 4月 - 俺のとフランチャイズ契約を結び、俺のフレンチ1号店を愛媛県松山市に出店。
  - 8月 - ありがとうサービス. 夢スタジアムが完成。
- 2019年（平成31年/令和元年）
  - 4月 - 株式会社しまなみより株式会社小原ハム工房の全株式を取得し、子会社化[2]。
  - 7月26日 - 違法残業による労働基準法違反の疑いで、松山労働基準監督署により松山地方検察庁に書類送検される[3]。
  - 7月31日 - 愛媛労働局が「労働基準関係法令違反に係る公表事案」として公表[4]。
  - 8月 - 株式会社醍醐の株式を取得し、子会社化。
- 2020年（令和2年）
  - 1月 - タイ王国のバンコクにMOTTAINAI WORLD(THAILAND) CO., LTD.を設立。株式会社GBCの株式を取得し子会社化。
  - 2月 - 今治デパートより株式会社エージーワイの全株式を取得し、子会社化[5]。

- 2021年（令和3年）12月21日 ‐ 出入国在留管理庁と厚生労働省により技能実習計画の認定を取り消される。

## 不祥事
- 2019年7月、松山労働基準監督署は、労働者に違法な時間外労働を行わせたとして、当社と店舗の運営を任されていた当社部長を労働基準法第32条（労働時間）違反の容疑で松山地方検察庁に書類送検した。最長で1ヶ月140時間の違法残業をさせていた。当社は松山市内の飲食店において、2017年3～4月は時間外・休日労働に関する労使協定（36協定）を届け出ないまま、調理や接客に従事していた正社員11人に、1ヶ月最長で137時間の時間外労働をさせていた疑いがかけられた。同店は2017年4月1日開店で、36協定提出は2017年4月12日であった。[6]。

## 店舗
- ブックオフ
- ハードオフ
- オフハウス
- ホビーオフ
- モスバーガー
- トマト&オニオン
- かつれつ亭
- 馳走家とり壱
- 一番亭
- ティア
- 大戸屋 - 2020年2月29日のゆめタウン高松店閉店をもって撤退。

## 関連会社
- 小原ハム工房（ハム･ソーセージ等の製造･販売）
- 醍醐（乳製品の製造・販売）
- MOTTAINAI WORLD CO., LTD.
- MOTTAINAI WORLD(THAILAND) CO., LTD.

## その他
- 岡田武史が教育担当顧問をしていた。元々井本が岡田の大学の１年先輩である縁から実現した[7]。
- FC今治のユニホームスポンサーを務めていたが、現在はありがとうサービス．夢スタジアムを（株）今治夢スポーツに貸している。